# スペクター (楽器メーカー)
スペクター（Spector）は、エレクトリック・ベース、及びエレクトリック・ギターを製作する楽器ブランドである。1974年にステュアート・スペクター（Stuart Spector）によって設立される。現在の所在地はニューヨークのウッドストック。初期に成功したアクティブ・ピックアップ搭載ベースのひとつで、コンパクトで体にフィットするカーブしたボディが特徴。スペクターの成功以降、コンパクトなボディを持つベースが世に多く出回ることになる。

## 沿革

### ブルックリン（プリ・クレイマー）期
1974年、ブルックリンにある共同住宅（コミューン）に作業場を設けスペクター・ベースを発足する。当初、スペクター本人に木工技術や知識などは無かったが、幾度もの試行錯誤を繰り返し、仲間の助けも得ながら技術を習得してゆくことになる。そんな彼の最初の成功は、ニューヨーク48番街にある楽器屋に初期作品のひとつを$450で売ったことから始まった。それを前後して、ブルックリンの共同工房"Brooklyn Woodworkers Co-op"に作業場を移し、元家具職人で主任技術者のアラン・チャーニー、そして、当時はまだ新米のギター職人だったヴィニー・フォデラ（後にフォデラ・ギターズを設立）らと共同で作業をしていた。
そんな彼に転機が訪れるのは、1976年に家具職人のネッド・スタインバーガーと出会ったことだった。弦楽器製作に興味を持っていたスタインバーガーは、スペクターにベースをデザインすることを提案する。そして、その1週間後スペクターに手渡されたデザインこそ、後のブランドイメージともなるNSモデルのプロトタイプだった。1ピックアップモデルのNS-1に続き、フロント・ピックアップにPタイプ、リア・ピックアップにJタイプを搭載したNS-2を発表するやいなや、世界のプロ・ベーシストがこぞってスペクターを使用するようになり、ブランドの地位を確固たるものにした。

### クレイマー期
スペクター人気も頂点に達していた1985年、当時M&Aで会社を大きくしようとしていたギターメーカーのクレイマー社から声がかかる。小さな工房での生産に限界を感じていたスペクターは自身のブランドをクレイマー社に売却。本人もクレイマー内でスペクター・ベースのコンサルタント役として製作に携わった。しかし、その5年後にクレイマー社が倒産。商標も売却していたスペクターは、その後しばらく自由にスペクターのブランド名を使用出来なくなる。

### SSD（Stuart Spector Design）期
1991年、オリジナルの名前を使用出来なかったため、新しくSSD（ステュアート・スペクター・デザイン）というブランドを立ち上る。NS系とはデザインの異なるSDシリーズなどモデルバリエーションを増やし、また、チェコ製、韓国製、中国製など海外でもライセンス生産を始めるなど新たな展開を見せた。これは同時に、今まで高級ハンドメイド・モデル（USシリーズ）しかなかったスペクターに、安価な入門モデルもラインナップされ、ファンを拡大することにもつながった。

### 現在
1998年、長年の裁判の結果クレイマー社に勝訴したスペクターは、オリジナルの商標を取り戻すことに成功する。現在は、オリジナルのロゴを使用し、SSD期にウッドストックに移した工房にてハイエンドモデルのUSシリーズを、また、チェコ、中国、韓国にて廉価モデルをライセンス生産している。

## 特徴

### NS-2
ブランドを代表する人気モデル NS-2 は、コンパクトで3次元にカーブしたボディを持つ。ボディのカーブは前面のみならず裏面にも施され、それらが体にフィットするため演奏性が非常に高い。ネックは、3ピースのスルーネックで、中にはグラファイトのバーが入っており、ネックの反りに強い構造を持つ。ボディーおよびネック材の多くはフレイム・メイプルが使用され、見た目にも美しい。ピックアップは主にEMGのPJモデル、初期モデル等ではディマジオが使われており、ネック側がリバース配置のPタイプになっているのが特徴である。ブリッジは、ボディ同様スタインバーガーが設計したオリジナルタイプで、弦高とオクターブピッチを同時に調整できるデザインになっている。初期モデルや特別仕様モデルにはバダスIを搭載したものも存在する。

### NS-2J
NS-2との主な違いは、NS-2が、PJピックアップ、スルーネック、クラウンインレイ、ゴールドパーツなのに対し、NS-2Jは、JJピックアップ、ボルトオン・ネック、ドットポジションマーク、シルバーパーツとなっている。ボディの形状はほぼ同じであるが、ネック（ジョイント）や、PU構成が異なるため、演奏性・サウンド共にNS-2とは若干違ったスペクターサウンドを持っている。

## 使用ミュージシャン
- 後藤次利
- 伊黒俊彦 (ex-エコーズ)
- 吉田建
- 鳴瀬喜博
- ルイズルイス加部
- 渡辺敦子 (ex-プリンセス・プリンセス)
- 内田雄一郎 (筋肉少女帯)
- かわいしのぶ (ex-Super Junky Monkey)
- クボブリュ (有頂天)
- 中尾憲太郎 (ナンバーガール)
- NATIN (ex-SIAM SHADE)
- 前田啓介（レミオロメン）
- 那オキ (人格ラヂオ)
- イ・ジェジン(FTISLAND)
- マイク・クルーガー (ニッケルバック)
- スティング
- レックス・ブラウン (パンテラ)
- ニッキー・シックス (モトリー・クルー)
- ジーン・シモンズ (キッス)
- モーティ・ブラック  (ex-TNT)
- イアン・ヒル (ジューダス・プリースト)
- アレックス・ウェブスター (カンニバル・コープス)
- マイク・スター (ex-アリス・イン・チェインズ)
- キップ・ウィンガー (ウィンガー)
- Leigh Foxx (ブロンディ, デボラ・ハリー, シンディ・ローパー, イギー・ポップ, パティ・スミス, オノ・ヨーコ, etc.)
- Arif Mirabdolbaghi (ex-Protest The Hero)
- ボブ・ロック - メタリカのSt. AngerのレコーディングでNS-1を使用。
- ルディ・サーゾ
- フリー（レッド・ホット・チリ・ペッパーズ）